# Linh dương bốn sừng
Linh dương bốn sừng (danh pháp hai phần: Tetracerus quadricornis) là một loài động vật thuộc họ Trâu bò, bộ Artiodactyla. Loài này được de Blainville miêu tả năm 1816.
Linh dương bốn sừng thường hiện diện ở rừng mở ở Ấn Độ và Nepal. Nó là loài duy nhất trong chi đơn loài Tetracerus. Nó chỉ cao 55 đến 64 cm (22 đến 25 in) tính đến vai, là loài trâu bò châu Á nhỏ nhất. Con đực độc đáo trong các loài động vật có vú còn tồn tại ở chỗ chúng có bốn sừng. Chúng bị đe dọa mất môi trường sinh sống.
Linh dương bốn sừng là loài linh dương châu Á nhỏ nhất, cao tại vai chỉ 55 đến 64 cm (22 đến 25 in) và cân nặng 17 đến 22 kg (37 đến 49 lb). Nhìn chung nó có thân hình mảng, chân mảnh và đuôi ngắn. Bộ lông màu nâu vàng đến hơi đỏ và nhạt dần thành hơi trắng ở phía trên và bên trong chân. Một dải lông đen chạy xuống mặt ngoài mỗi chân, với các mảng đen trên sống mũi và lưng tai. Con cái có bốn núm vú dưới bụng.

## Phân bổ
Hầu hết linh dương bốn sừng sống ở Ấn Độ, với một quần thể nhỏ, cô lập ở Nepal. Phạm vi sinh sinh sống ở chúng kéo dài đến đồng bằng sông Hằng tại vùng thuộc bang Tamil Nadu, và xa về phía đông đến Odisha. Chúng cũng xuất hiện ở Vườn quốc gia rừng Gir ở miền tây Ấn Độ.
Linh dương bốn sừng sống ở môi trường, nhưng thích các khu rừng mở, khô ở vùng đồi núi. Chúng thường tránh xa khu vực có người ở. Các loài ăn thịt linh dương bốn sừng bao gồm hổ, báo hoa mai, và sói đỏ.
Ba phân loài được công nhận:

- T. q. quadricornis
- T. q. iodes
- T. q. subquadricornis

## Hình ảnh

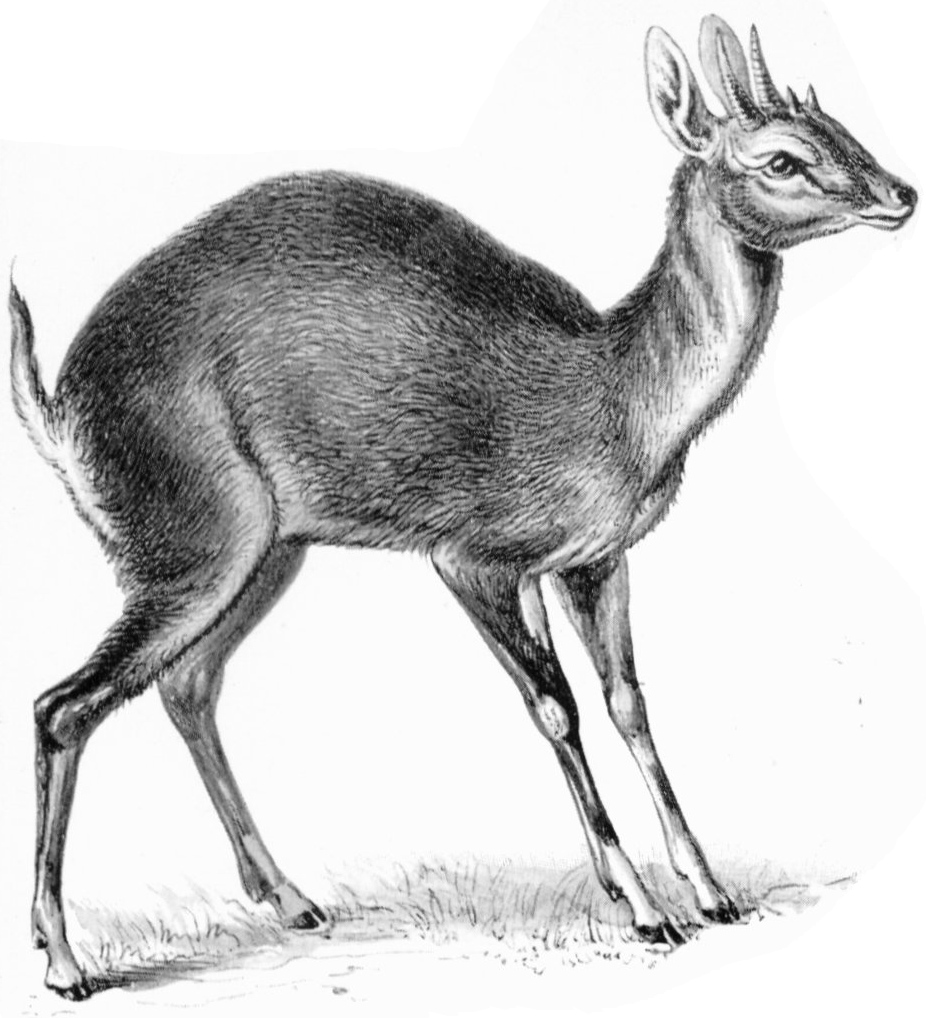
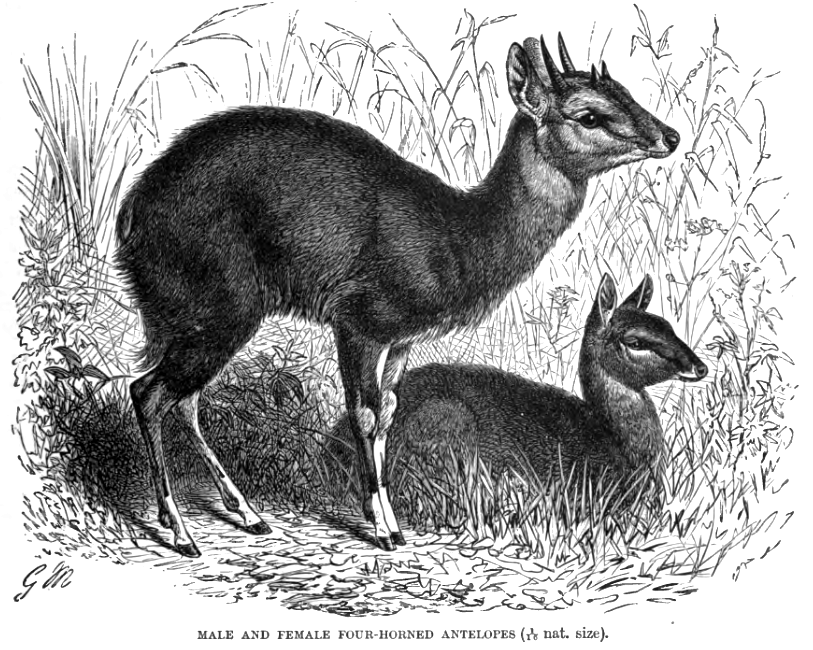
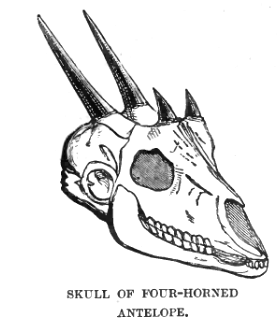
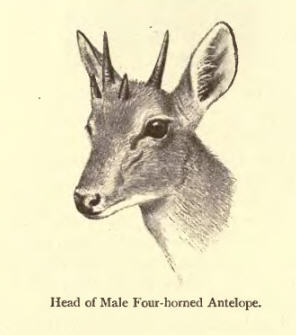